# Smailholm

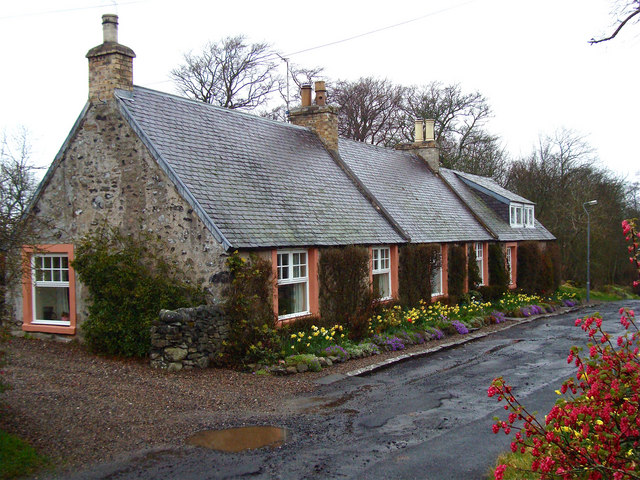
Petites maisons du village de Smailholm

Smailholm est un petit village de l'ancien comté de Roxburghshire, au Sud Est de l'Écosse. Le village est traversé par la B6397 menant de Gordon à Kelso et se trouve à égale distance des deux villes. Smailholm fait partie du  Scottish Borders Council depuis le début des années 1970.

## Histoire et Faits Marquants
Smailholm, comme la majorité de la partie Est de l'Écosse, faisait partie de l'ancien royaume de Northumbrie. Son nom vient de l'anglais ancien "Smael Ham", ce qui signifie littéralement "Petit Village". 
Au début de l'époque médiévale, le village était plus important et divisé en trois parties: Tiers Est, Tiers Ouest et "Overtown". 
Sir Walter Scott, en accord avec les usages de l'époque pour les fils, se rendait régulièrement à la ferme de son grand-père à Sandyknowe. 
La mère du Capitaine Cook Jean, est née à Smailholm et s'est mariée à l'église de Smailholm.

À la fin du XVIIIe siècle, il y avait deux écoles à Smailholm, une école paroissiale et un établissement privé à Sandyknowe.
On dit que Saint Cuthbert est né à Wrangham, un village disparu depuis longtemps qui ferait maintenant partie de Smailholm.
Le roi Édouard Ier d'Angleterre est passé par Samilholm en 1303 lors de sa marche vers Lauder.

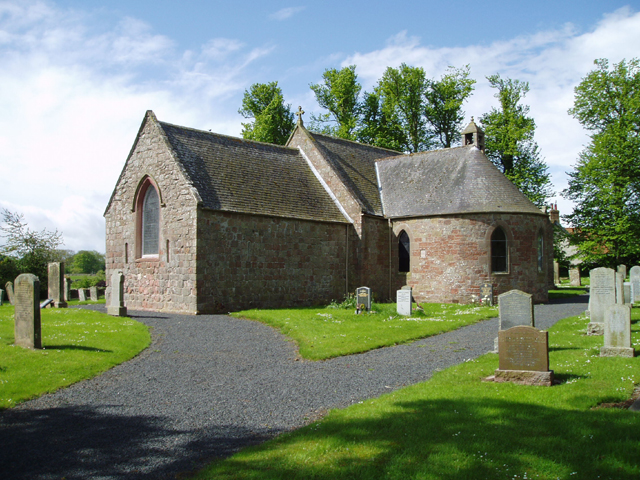
L'Eglise de Smailholm

## L'église
Durant le XIIe siècle, l'église et le manoir de Smailholm appartenaient à David de Oliford, don du Roi David d'Écosse. De Oliford fera plus tard don de l'église et de ses dîmes aux moines bénédictins du prieuré de Coldingham. Ces moines garderont l'église jusqu'à l'époque de la Réforme écossaise en 1560. L'église a évité la démolition après la Réforme, et des restes d'une ancienne structure normande sont visibles dans le chœur. L'église a été rénovée en 1632, puis en 1820.
L'église détient de remarquables vitraux datant de 1907 et représentant Sir Walter Scott.

## La Tour de Smailholm

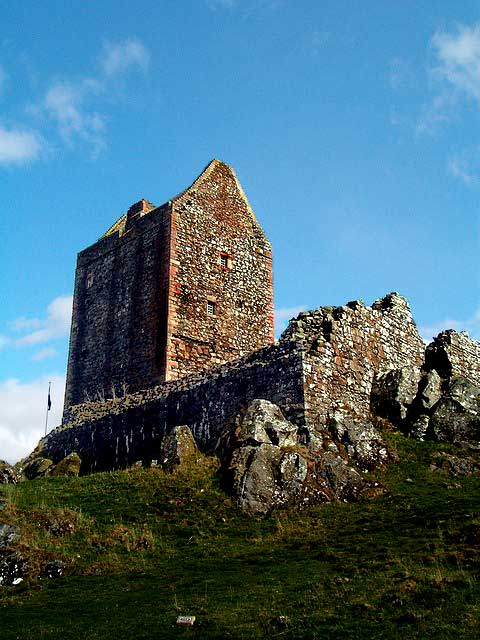
Tour de Smailholm

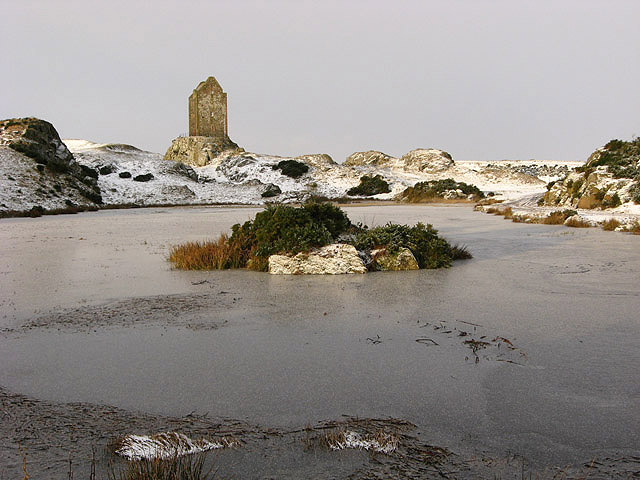
Tour de Smailholm en Hiver

La Tour de Smailholm a été construite pendant le XVe siècle, et fait partie d'une ligne qui continue de garder la vallée du Tweed où régnait à l'époque la famille Pringle dont quatre membres périrent lors de la Bataille de Flodden Field en 1513. 
La Tour a été cédée en 1745 aux "Scotts of Harden" (une des grandes familles historiques écossaises), qui quittèrent l'endroit en 1800. La tour a subi les assauts du temps et s'est beaucoup dégradée jusqu'en 1980, date depuis laquelle la tour fait partie de la liste de monuments surveillés par Historic Scotland.

## Liens Externes et Autres Sources d'Information
- RCAHMS/Canmore record for the Manor of Smailholm
- RCAHMS/Canmore record for Smailholm church
- RCAHMS record for Parish of Smailholm
- SCRAN image: Smailholm tower

- Statistical Accounts of Scotland
- Ordnance Gazetteer of Scotland edited by Francis Groome

## Plus de Photographies
https://www.geograph.org.uk/gridref/NT6436